# Orgel der Kirche von Denstedt

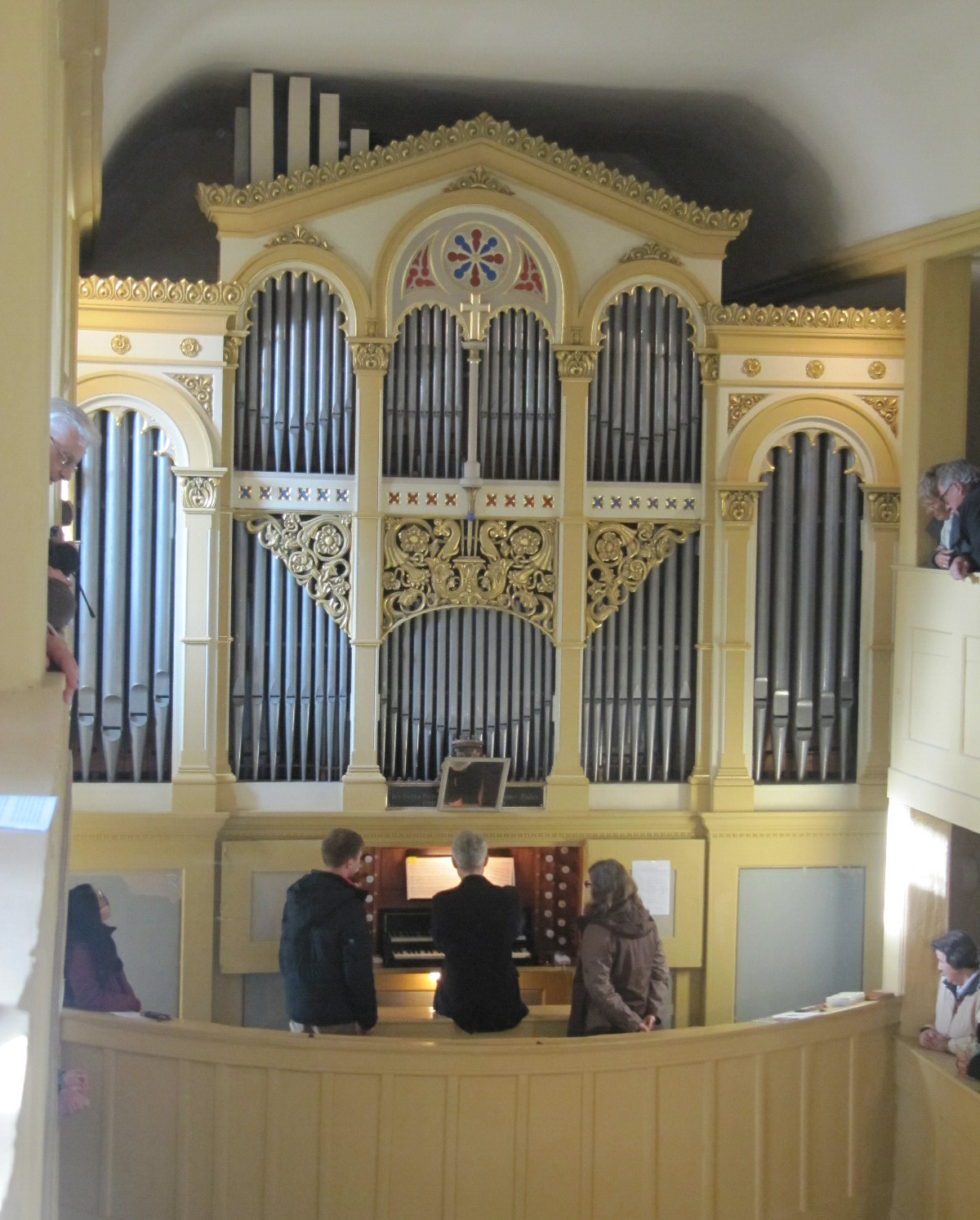
Orgel

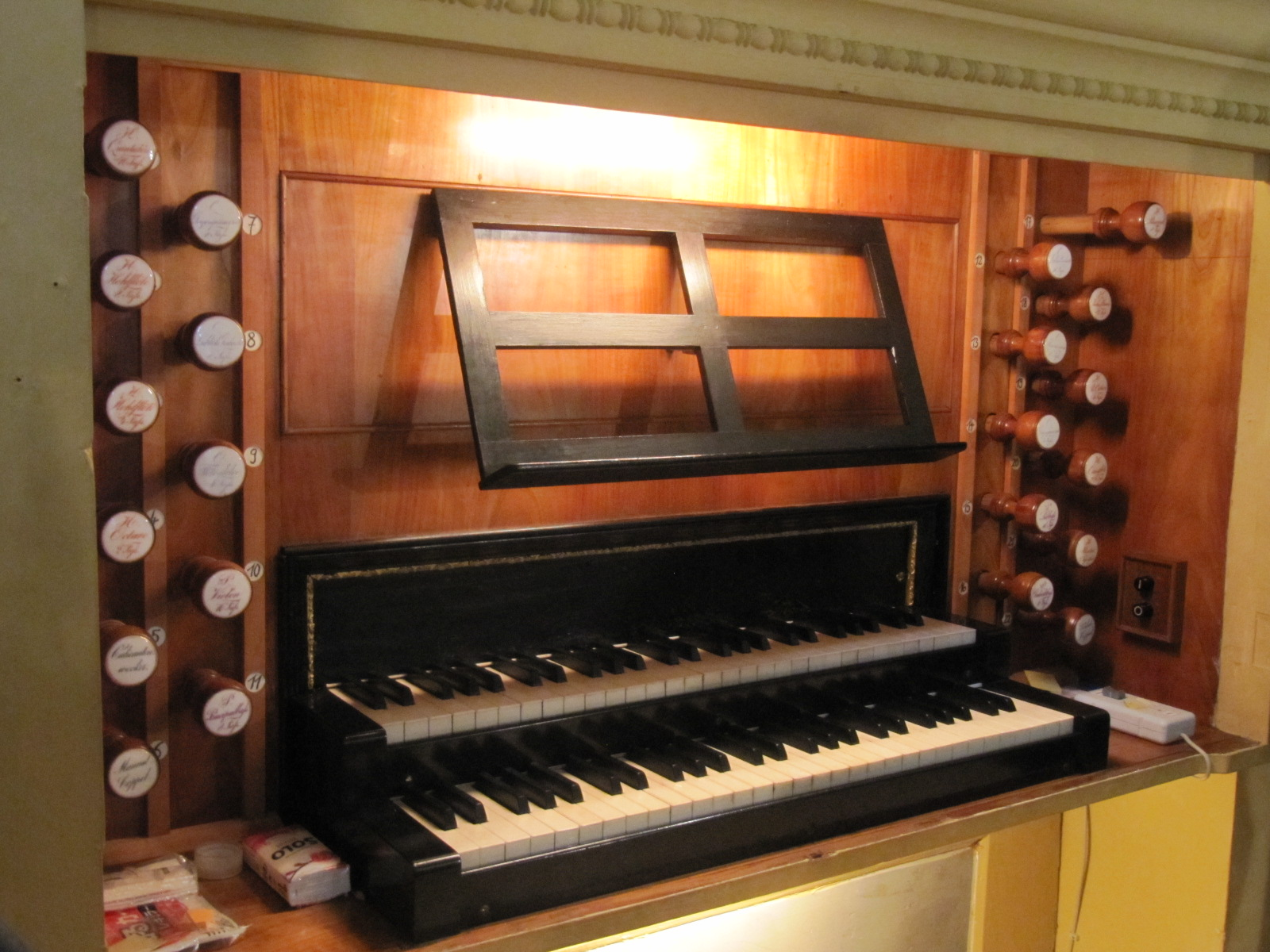
Spielschrank

Die Orgel der Kirche von Denstedt (auch Liszt-Orgel) wurde von Johann Gottlob Töpfer disponiert und von den Gebrüdern Peternell in Seligenthal gebaut. Franz Liszt nutzte sie regelmäßig.

## Baugeschichte
Die von Töpfer hochgeschätzte Firma Peternell führte den Bau 1859/60 zu voller Zufriedenheit des Sachverständigen aus. Franz Liszt und Alexander Wilhelm Gottschalg führten an diesem Instrument ihre Orgelconferencen durch, da sie es für eine gute Orgel hielten und die Kirche idyllisch und in nächster Nähe zu Gottschalgs Dienstort Tiefurt situiert war.
Das Instrument hat besondere Bedeutung dadurch, dass es offenbar trotz seiner geringen Größe aufgrund seiner Disposition für Liszt und Gottschalg als adäquat für die von ihnen komponierte, improvisierte oder bevorzugte Orgelmusik erschien. Andererseits ist diese Orgel ein gutes Beispiel für den Dispositionsstil Töpfers.
1980 wurde die Orgel von Michael von Hintzenstern wiederentdeckt, er machte sie unter dem Namen „Liszt-Orgel Denstedt“ überregional bekannt und konzertiert seitdem regelmäßig mit ihr.
1985 gehörte der britische Musiker und Festspielleiter Sir Yehudi Menuhin zu den ersten Sponsoren zur Restaurierung von Kirche und Orgel. Im Jahr 1993 erfolgte eine Generalreparatur. 2011 restaurierte Orgelbau Rühle das Werk. Seit 2012 verfügt das Instrument über eine Winddrossel.

## Disposition seit 1859
Das Instrument umfasst 19 Register auf zwei Manualen und Pedal. Die Trakturen sind mechanisch, die Windladen als Schleifladen ausgeführt. Die Disposition lautet wie folgt:
| I Hauptwerk C–f3 |     |
| Principal        | 8′  |
| Quintatön        | 16′ |
| Hohlflöte        | 8′  |
| Viola di Gamba   | 8′  |
| Octave           | 4'  |
| Hohlflöte        | 4′  |
| Quintflöte       | 3′  |
| Octave           | 2′  |
| Mixtur IV        | 2′  |

| II Oberwerk C–f3        |     |
| Lieblichgedackt (ab c0) | 16′ |
| Geigenprincipal         | 8′  |
| Lieblichgedackt         | 8′  |
| Harmonika               | 8′  |
| Geigenprincipal         | 4′  |
| Flauto dolce            | 4′  |

| Pedal C–d1    |     |
| Subbass       | 16′ |
| Violon        | 16′ |
| Principalbass | 8′  |
| Gedacktbass   | 8′  |

- Koppeln: II/I, I/P
- Calcantenwecker